# MAF Uganda
A MAF Uganda, teljes nevén Mission Aviation Fellowship Uganda, egy magántulajdonban lévő ugandai légitársaság, amelynek a székhelye Kajjansiban található. A vállalat egy keresztény szervezet, amely repülési, kommunikációs és oktatástechnológiai szolgáltatásokat nyújt keresztény és humanitárius ügynökségeknek, valamint elszigetelt misszionáriusoknak és őslakos falusiaknak az afrikai Nagy-tavak térségében.

## Áttekintés
A MAF Uganda a Mission Aviation Fellowship nevű nemzetközi keresztény jótékonysági szervezet leányvállalata és tagja, amelynek a székhelye Nampában található az Amerikai Egyesült Államokban, és amely a világ több mint 30 országában van jelen, és több mint 130 repülőgépet üzemeltet. Ugandában a légitársaság öt repülőgépet üzemeltet a Kajjansi-i repülőtéren található bázisáról a Kongói Demokratikus Köztársaság keleti részeibe és Dél-Szudánba.

## Célállomások
A vállalat a Kajjansi-i repülőtérről Kelet-Afrikában a következő célállomásokra indít járatokat 2022. januárjában:

## Flotta
2022. januárjában a MAF Uganda flottája a következő repülőgépekből áll:

## Fordítás
- Ez a szócikk részben vagy egészben  a   MAF Uganda című angol Wikipédia-szócikk ezen változatának fordításán alapul.  Az eredeti cikk szerkesztőit annak laptörténete sorolja fel. Ez a jelzés csupán a megfogalmazás eredetét és a szerzői jogokat jelzi, nem szolgál a cikkben szereplő információk forrásmegjelöléseként.